# دوروثي باركر
دوروثي باركر (بالإنجليزية: Dorothy Parker )‏ (و. 1893 – 1967 م) هي كاتبة العمود، وشاعرة، وكاتبة سيناريو، وكاتِبة، وناقدة أدبية، وصحفية، من الولايات المتحدة، ولدت في لونغ برانش، وكانت عضوةً في الأكاديمية الأمريكية للفنون والآداب، توفيت في نيويورك، عن عمر يناهز 74 عاماً، بسبب نوبة قلبية.
من طفولة متضاربة وغير سعيدة، نهضت باركر على أعمالها الأدبية المنشورة في مجلات مثل مجلة «ذا نيويوركر» وكعضو مؤسس لرابطة «ألجونكين راوند تيبل» (وهي مجموعة لكُتّاب مدينة نيويورك). بعد تفكك الرابطة سافرت باركر إلى هوليوود لمتابعة كتابة السيناريو. تقلص نجاحها هناك، واقتصر على ترشيحان لجوائز الأوسكار بعد تورطها في السياسة اليسارية، وأدى ذلك إلى إدراجها على قائمة هوليوود السوداء. بعد استيائها من مواهبها الشخصية، أساءت لسمعتها باعتبارها معروفة بـ «حنكتها»، ومع ذلك، فإن كلًّا من إنتاجها الأدبي وسمعتها باللّباقة الحادّة قد تحملتا هذه الإساء.

## نشأتها وتعليمها
ولدت دوروثي باركر روتشيلد (المعروفة بدوت أو دوتي) في عام 1893 من والدها جاكوب هنري (1851 – 1913)، ووالدتها إليزا آني روتشيلد (مارستون قبل الزواج) في 732 أوشن أفينيو في لونج برانش، نيوجيرسي. حيث كان لوالديها كوخ صيفي على الشاطئ هناك. كانت والدة دوروثي من أصل أسكتلندي، ووالدها من أصل يهودي ألماني، ابن سامبسون يعقوب روتشيلد (1899-1818)، وهو تاجر هاجر إلى الولايات المتحدة الأمريكية حوالي عام 1846 واستقر في مونرو، وماري غريزمان (مواليد 1824)، وكلاهما من المهاجرين اليهود المولودين في بروسيا. كان والدها واحدًا من خمسة أشقاء معروفين: سيمون (1854-1908)، صامويل (مواليد 1857)، هانا (1860-1911 السيدة ويليام هنري ثيوبالد لاحقًا)، وأصغرهم مارتن روتشيلد، المولود في مانهاتن، نيويورك 12 ديسمبر 1865، الذي لقي حتفه في غرق سفينة التايتانيك. كتبت باركر في مقالها «مسقط رأسي» أن والديها عادا إلى شقتهما في مانهاتن بعد وقت قصير من عيد العمال لتكون نيويوركية بحق. توفيت والدتها في ويست إند في يوليو 1898، قبل شهر من عيد ميلاد باركر الخامس. تزوج والدها مرة أخرى في عام 1900 من إليانور فرانسيس لويس (1851-1903). كرهت باركر والدها واتهمته بالاعتداء الجسدي؛ واحتقرت زوجة أبيها، فرفضت أن تسميها «أمي» أو «زوجة أبي» أو «إليانور»، في إشارة إليها بأنها «مدبرة منزل» على الرغم من أن كاتبة سيرتها الذاتية ماريون ميد تشير إلى هذه الرواية بأنها «خاطئة إلى حد كبير»، واصفة الأجواء التي نشأت فيها دوروثي بأنها متسامحة وودودة وداعمة وسخية. نشأت دوروثي في الجانب الغربي الأعلى من المدينة وحضرت في مدرسة ابتدائية كاثوليكية في دير السر المقدّس في شارع 79 الغربي مع أختها هيلين، على الرغم من أن والدها كان يهوديًا وزوجة أبيها بروتستانتية. (كانت مرسيدس دي أكوستا زميلة بالصف.) مازحت باركر ذات مرة بأنه طُلب منها أن تتخلى عن وصفها لمفهوم الحبل بلا دنس بأنه «احتراق تلقائي». توفيت زوجة أبيها عام 1903، عندما كانت باركر في التاسعة من عمرها. التحقت باركر لاحقًا بمدرسة الآنسة دانا، وهي مدرسة لإكمال تربية الفتيات في موريستاون، نيوجيرسي. تخرجت من مدرسة الأنسة دانا في عام 1911، في سن 18 عام، بحسب المؤلف، على الرغم من أن مؤلفين آخرين (مثل رواندا بيتيت، ماريون ميد) ذكروا بأنها لم تتخرج من أي مدرسة. بعد وفاة والدها في عام 1913 كانت تعزف البيانو في مدرسة للرقص لكسب العيش بينما كانت تعمل على شِعرها. باعت دوروثي روتشيلد أول قصيدة لها لمجلة فانيتي فير في عام 1914 وبعد بضعة أشهر تم تعيينها كمساعدة في تحرير مجلة فوغ، وهي مجلة أخرى من كوندي ناست. ثم انتقلت إلى مجلة فانيتي فير ككاتبة موظفة بعد عامين في مجلة فوغ. في عام 1917، قابلت وتزوجت من سمسار البورصة في وول ستريت، إدوين بوند باركر الثاني (1893-1933). حيث تزوج باركر ودوروثي قبل مغادرته للخدمة مع الفرقة الرابعة بالجيش الأمريكي في الحرب العالمية الأولى. تقدمت دوروثي باركر بطلب للطلاق في عام 1928. حيث تزوج باركر في وقت لاحق من آن إي أوبراين ضابط المراقبة السابق في محكمة الأحداث وتوفي في التاسعة والثلاثين من العمر بسبب جرعة زائدة من مسحوق منوم بعد إجراؤه عملية لأسنانه. احتفظت دوروثي باركر باسمها المُتزوج، على الرغم من أنها تزوجت مرة آخرى من كاتب السيناريو والممثل السابق آلان كامبل، وانتقلت إلى هوليوود.

## فترة حياتها الأخيرة ووفاتها
بعد وفاة كامبل، عادت باركر إلى مدينة نيويورك وفندق فولني السكني. حيث قامت بالإساءة لسمعة رابطة «ألجونكين راوند تيبل» في سنواتها الأخيرة، على الرغم من أنها جلبت لها سمعة سيئة في وقت مبكر: لم يكن هؤلاء أدباء عمالقة. فكر فيمن كان يكتب في تلك الأيام، لاردنر، فيتزجيرلاد، فولكنر وهمنغواي. هؤلاء هم العمالقة الحقيقيين. كانت رابطة «راوند تيبل» عبارة عن العديد من الأشخاص اللذين يلقون النكات ويخبرون بعضهم البعض بأحوالهم الجيدة. مجرد حفنة من الأصوات العالية، والاستعراض، يحفظون دعاباتهم لعدة أيام في انتظار فرصة لإلقائها.... لم تكن هناك حقيقة في أي شيء قالوه. كان ذلك اسوء يوم للحنكة، لذا لم يكن من الضروري أن تكون هنالك حقيقة. شاركت باركر من حين لآخر في البرامج الإذاعية، بما في ذلك برنامج «إنفورميشن بليز» (كضيفة) وبرنامج أوثور (كعضو عادي). كتبت باركر لكولومبيا ووركشوب «وهي عبارة عن سلسة إذاعية بُثت على نظام كولومبيا للبث الإذاعي» واستخدم كل من إيلكا تشيس وتالوله بانكهيد موادها في المونولوجيات الإذاعية. توفيت باركر في 7 يونيو 1967، بنوبة قلبية عن عمر يناهز 73 عامًا. في وصيتها أورثت ملكيتها لمارتن لوثر كينغ جونيور. بعد وفاة الملك، تم توريث ملكيتها من قِبل أسرته إلى الجمعية الوطنية للنهوض بالملوّنين (وهي منظمة حقوقية مدنية للأمريكيين ذوي الأصول الأفريقية). طعنت منفّذة وصيتها ليليان هيلمان بمرارة في هذه القضية لكن دون جدوى. لم يُطالب أحد برمادها وبقيَ في أماكن مختلفة بما في ذلك خزانة ملفات المحامي بول أودوير، لمدة 17 عامًا تقريبًا.

## تكريمها بعد وفاتها
في عام 1988 طالبت الجمعية الوطنية للنهوض بالملوّنين برفات باركر وصممت حديقة تذكارية لها خارج مقرها في بالتيمور. كُتب على الشاهدة: هنا يكمن رماد دوروثي باركر (1893-1967) الفكاهية والكاتبة والناقدة. المدافعة عن حقوق الإنسان والحقوق المدنية. ونُقشَ على قبرها كما اقترحت هي «اعذروا غباري». هذه الحديقة التذكارية مُهداة لروحها النبيلة التي احتفلت بوحدة البشرية وروابط الصداقة الأبدية بين السود واليهود. مقدَمة من الجمعية الوطنية للنهوض بالملوّنين. في 22 أغسطس 1992 الذكرى التاسعة والتسعين لميلاد باركر، أصدرت دائرة بريد الولايات المتحدة طابعًا بريديًا تذكاريًا بقيمة 29 سنت في سلسلة الفنون الأدبية. ساهمت رابطة ألجونكين راوند تيبل بالإضافة إلى عدد من العظماء الأدبيين والمسرحيين اللذين أقاموا في الفندق، بتصنيفه في عام 1987 كمعلم تاريخي لمدينة نيويورك. في عام 1996، تم تصنيف الفندق كمعلم وطني أدبي من قِبل مجموعة أصدقاء المكتبات في الولايات المتحدة الأمريكية (وهي مجموعة تشكلت لدعم المكتبات في المجتمع)، بناءً على مساهمات باركر وباقي أعضاء مجموعة راوند تيبل. تم تعليق اللوحة البرونزية للمنظمة في الجزء الأمامي من الفندق. كما تم تصنيف مسقط رأس باركر في جيرزي شور كمعلم أدبي وطني من قِبل مجموعة أصدقاء المكتبات في الولايات المتحدة الأمريكية في عام 2005 ولوحة برونزية تحدد الموقع السابق لمنزل عائلتها.

## وصلات خارجية
- دوروثي باركر على موقع IMDb (الإنجليزية)
- دوروثي باركر على موقع الموسوعة البريطانية (الإنجليزية)
- دوروثي باركر على موقع ميوزك برينز (الإنجليزية)
- دوروثي باركر على موقع أول موفي (الإنجليزية)
- دوروثي باركر على موقع قاعدة بيانات برودواي على الإنترنت (الإنجليزية)
- دوروثي باركر على موقع قاعدة بيانات الأفلام السويدية (السويدية)
- دوروثي باركر على موقع إن إن دي بي (الإنجليزية)
- دوروثي باركر على موقع ديسكوغز (الإنجليزية)
- دوروثي باركر على موقع قاعدة بيانات الفيلم (الإنجليزية)